# Mũi tên

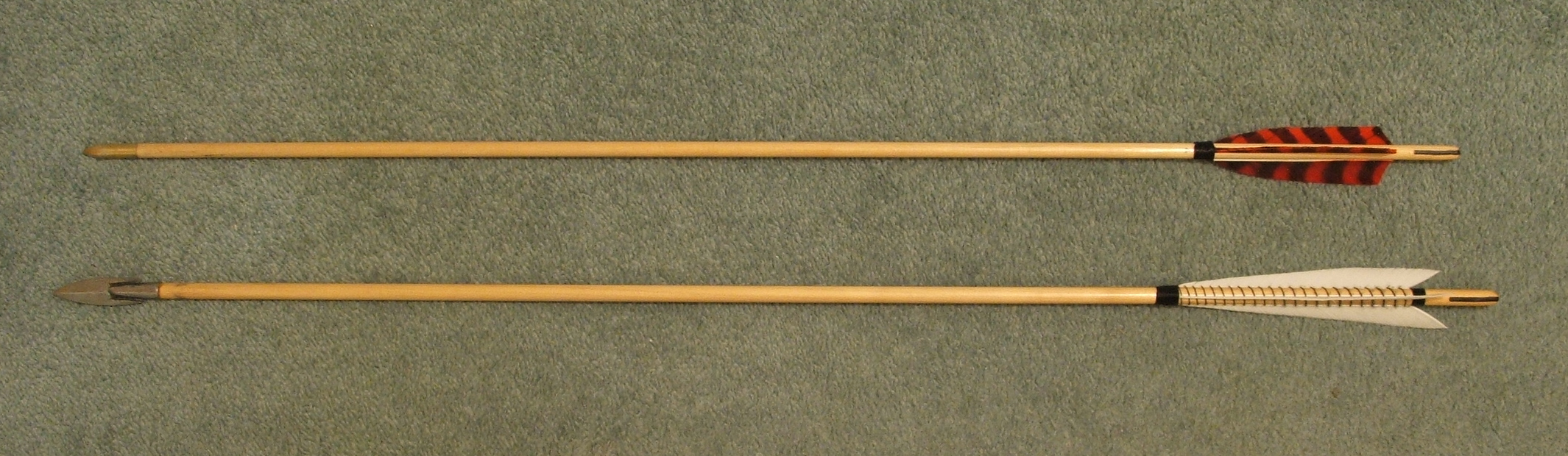
Mũi tên.

Một mũi tên (hay còn gọi là tiễn) là một vật thường có mũi nhọn được phóng ra từ cây cung hoặc nỏ. Nó xuất hiện từ trong lịch sử ghi chép lại và phổ biến trong hầu hết các nền văn hóa. Bằng chứng cổ nhất về múi tên có thể hoặc có thể không có liên hệ với cung là vào 64.000 năm trước, được tìm thấy ở Hang Sibudu, Nam Phi.. Bằng chúng cổ nhất về cung bắn tên là vào 10.000 năm trước.